# John Colicos
John Colicos (Toronto, 10 december 1928 – Toronto, 6 maart 2000) was een Canadees acteur. Hij is onder andere bekend voor zijn rol als Baltar in Battlestar Galactica.

## Filmografie
Colicos speelde in meer dan honderd series en films, hieronder volgt een beknopte oplijsting.
- Battlestar Galactica: The Second Coming (1999) als Baltar
- My Father's Shadow: The Sam Sheppard Story (1998) als Richard Eberling
- Star Trek: Deep Space Nine (1994-1998) als Kor
- Jack Higgins's the Windsor Protocol (1997) als Gerhardt Heinzer en Albert Greenfield
- X-Men (1992-1995) als Apocalypse en En Sabah Nur
- No Contest (1995) als senator Donald Wilson
- In Defense of a Married Man (1990) als Charles Evers
- Love and Hate (1989) als Serge Kujawa
- War of the Worlds (1989) als Quinn
- Alfred Hitchcock Presents (1987-1989) als Lestrade, Moriarty en Carter Talbot
- Shadow Dancing (1988) als Anthony Podopolis
- Night Heat (1987-1988) als Karakonis en Lech Koretski
- Nowhere to Hide (1987) als generaal Howard
- I'll Take Manhattan (1987) als Lester Maypole
- The Last Season (1986) als Walter Batterinski
- Conquest of the Earth (1981) als graaf Baltar
- The Postman Always Rings Twice (1981) als Nick Papadakis
- Phobia (1980) als Barnes
- The Starlost: The Beginning (1980) als de gouverneur
- The Changeling (1980) als kapitein DeWitt
- The Paradise Connection (1979) als majoor Barclay-Battles
- King Solomon's Treasure (1979) als Allan Quatermain
- Battlestar Galactica (1978-1979) als graaf Baltar
- Mission Galactica: The Cylon Attack (1979) als graaf Baltar
- Sergeant T.K. Yu (1979) als gangster
- W.E.B. (1978) als Harry Brooks
- Battlestar Galactica (1978) als graaf Baltar
- The Bastard (1978) als Lord North
- Drum (1976) als Bernard DeMarigny
- Breaking Point (1976) als Vincent Karbone
- Medical Center (1974-1976) als Tom Evans en Weldman
- The Magical World of Disney (1976) als Moroni
- The Whiz Kid and the Carnival Caper (1976) als Moroni
- Hawaii Five-O (1970-1975) als Mr. Thorncrest en Lorenzo Corman
- A Matter of Wife... and Death (1975) als Joe Ruby
- Preformance (1974-1975) als Smirnov
- Police Surgeon (1972-1975) als Dekker en politiesergeant
- The Magician (1974) als Paul Gunther
- Mannix (1967-1974) als Dr. Myles Considine, Lytell, Duke Benedict, Alton K. Moore, David Barker en Eddie Lee Prentiss
- The National Dream: Building the Impossible Railway (1974) als Cornelius Van Horne
- Portrait: A Man Whose Name Was John (1973) als Numan Menemengioglu
- Scorpio (1973) als McLeod
- The Wrath of God (1972) als kolonel Santilla
- Goodbye, Raggedy Ann (1971) als Paul Jamison
- Red Sky at Morning (1971) als Jimbob Buel
- Raid on Rommel (1971) als MacKenzie
- Doctors' Wives (1971) als Dr. Mort Dellman
- Mission: Impossible (1967-1970) als Manuel Ferrar, Milos Kuro en Taal Jankowski
- Anne of the Thousand Days (1969) als Thomas Cromwell
- Profiles in Courage (1965) als senator Davis en Patrick Henry
- The Defenders (1965) als Scott Turner
- Playdate (1962-1963) als Puff, Ernst Herman en Dr. Bruchesi
- Festival (1961-1963) als Galileo Galilei, Gregers Werle, Poet en Lord Arthur Savile
- The United States Steel Hour (1960-1963) als Dr. Steve Bruchesi en Edmund Hobert
- Cyrano de Bergerac (1962) als Comte de Guiche
- John Brown's Body (1962) als onbekende rol
- The Man Born to Be King (1961) als Jezus Christus
- Our American Heritage (1960) als Aaron Burr
- Family Classics: The Three Musketeers (1960) als Porthos
- Encounter (1953-1960) als Uturu, Luke Richardson en Kroll
- The DuPont Show of the Month (1958-1960) als Mr. Arrow, Monks, Fernand Mondego en Hindley
- Berkeley Square (1959) als Tom Pettigrew
- War Drums (1957) als Chino
- Breakaway (1956) als de eerste kidnapper
- Passport to Treason (1956) als Pietro
- Bond of Fear (1956) als Dewar
- The Taming of the Shrew (1956) als Lucentio
- Murder on Approval (1955) als Mustachioed Henchman
- The Secret Storm (1954) als Matthew Devereaux
- Captain Brassbound's Conversion (1953) als Sidi el Assif
- Forbidden Journey (1950) als student

- Biblioteca Nacional de España: XX1463878
- Bibliothèque nationale de France: cb14165651w (data)
- CiNii: DA12849036
- International Standard Name Identifier: 0000 0001 1480 4884
- Library of Congress Control Number: n85199298
- Nationale Bibliotheek van Tsjechië: xx0154027
- Nationale Bibliotheek van Israël: 987007446108005171
- Nationale Bibliotheek van Polen: a0000001280815
- Nederlandse Thesaurus van Auteursnamen: 07312057X
- Système universitaire de documentation: 176997768
- Virtual International Authority File: 117145169
- WorldCat: E39PBJqKchqW84JJTdFrpxWMT3